# Claudia Chabalgoity
Claudia Chabalgoity (Brasília, 13 de março de 1971) é uma ex-tenista profissional brasileira. Destra, praticou a modalidade desde os três anos de idade, sendo que, entre 1989 a 1993, esteve do circuito feminino da ITF, onde conquistou oito títulos, sendo quatro  na disputa simples e outras quatro por duplas feminina. Sua melhor colocação na disputa simples foi em 121.º, enquanto por duplas feminina ficou na 102.ª posição.
Claudia também representou o Brasil em eventos internacionais na Equipe Brasileira de Fed Cup, tendo empatado os seis jogos que disputou; por outro lado, venceu a búlgara Elena Pampoulova. Nos Jogos Pan-Americanos de 1991, foi medalhista de ouro na disputa por equipes, enquanto ganhou medalhas de prata em duplas feminina e mista. Além disso, nos Jogos Olímpicos de Verão de 1992, na disputa por duplas feminina, venceu a dupla sueca na primeira fase; conteúdo foram eliminadas para as australianas na fase seguinte.

## Biografia
Nascida em Brasília numa família de ascendência basca, iniciou sua carreira jogando tênis desde os três anos de idade, além de ter um irmão chamado Carlos, que também pratica a modalidade.
Claudia, que é destra, disputou seu primeiro jogo internacional em 1989 e venceu dois torneios do circuito feminino da ITF no valor de 25 mil dólares, sendo uma vitória como mandante na cidade brasileira de São Paulo, e outro como visitante em Pamplona, na Espanha. Sua melhor colocação no ranking de jogos simples foi a 121.º, conquistado em 1990. Por outro lado, em torneios por duplas, foi 102.ª posição no mundo e foi vice-campeã mundial em dois eventos da Associação de Tênis Feminino (WTA). Também esteve no sorteio principal de dois torneios da Grand Slam, em duplas feminina na US Open de 1990, além de duplas feminina e mistas no Torneio de Roland Garros de 1991.
No decorrer de sua trajetória como tenista, representou o Brasil em vários eventos internacionais. Como membro da Equipe Brasileira de Fed Cup, entre 1990 a 1991, empatou em todos os seis jogos que disputou. Sua única vitória foi na disputa simples contra a búlgara Elena Pampoulova. Nos Jogos Pan-Americanos de 1991, em Havana (Flórida), foi medalhista de ouro na competição por equipes, além de conquistar medalhas de prata nos torneios de duplas femininas e mistas. Ele defendeu a seleção brasileira nos Jogos Olímpicos de Verão de 1992 em duplas femininas, onde sua parceira Andrea Vieira e ela venceram a primeira fase contra a dupla sueca Catarina Lindqvist e Maria Lindström; antes de serem de derrotadas pela equipe australiana que conquistou a medalha de bronze na segunda fase.
Até 2018, Claudia dirigia uma escola de tênis em Brasília para pessoas com deficiência intitulado "Tô no Jogo", isto é, um projeto teve a participação de dezenove alunos, com objetivo de estimular a coordenação do corpo.

## Finais da WTA

### Duplas (0–2)
| Resultado  | No. | Data             | Torneio          | Superfície | Parceira        | Adversárias                    | Placar   |
| ---------- | --- | ---------------- | ---------------- | ---------- | --------------- | ------------------------------ | -------- |
| Finalistas | 1   | dezembro de 1989 | Guarujá, Brasil  | Dura       | Luciana Corsato | Mercedes Paz Patricia Tarabini | 2–6, 2–6 |
| Finalistas | 2   | outubro de 1993  | Curitiba, Brasil | Saibro     | Andrea Vieira   | Sabine Hack Veronika Martinek  | 2–6, 6–7 |

## Finais da ITF
| Torneio de 25 mil dólares |
| Torneio de 10 mil dólares |

### Simples (4–6)
| Resultado | No. | Data                   | Torneio                    | Superfície | Adversário               | Placar        |
| --------- | --- | ---------------------- | -------------------------- | ---------- | ------------------------ | ------------- |
| Finalista | 1.  | 16 de julho de 1989    | Caserta, Itália            | Saibro     | Mara Eijkenboom          | 5–7, 7–5, 3–6 |
| Vencedora | 1.  | 17 de setembro de 1989 | Pamplona, Espanha          | Saibro     | Ulrike Priller           | 6–3, 6–3      |
| Vencedora | 2.  | 10 de dezembro de 1989 | São Paulo, Brasil          | Saibro     | Luciana Corsato-Owsianka | 6–1, 7–5      |
| Finalista | 2.  | 25 de março de 1990    | Moulins (Allier), França   | Carpete    | Naoko Sawamatsu          | 3–6, 1–6      |
| Finalista | 3.  | 2 de abril de 1990     | Turim, Itália              | Saibro     | Sandra Dopfer            | 2–6, ret.     |
| Finalista | 4.  | 14 de maio de 1990     | Cascais, Portugal          | Saibro     | Catherine Mothes-Jobkel  | 3–6, 2–6      |
| Vencedora | 3.  | 30 de agosto de 1992   | Querétaro (cidade), México | Dura       | María Virginia Francesa  | 6–2, 6–3      |
| Finalista | 5.  | 19 de outubro de 1992  | Buenos Aires, Argentina    | Saibro     | Mariana Díaz Oliva       | 4–6, 6–2, 2–6 |
| Vencedora | 4.  | 11 de abril de 1993    | Atenas, Grécia             | Saibro     | Irina Zvereva            | 6–2, 4–6, 6–3 |
| Finalista | 6.  | 19 de julho de 1993    | Bilbao, Espanha            | Saibro     | Neus Ávila               | 3–6, 0–6      |

### Duplas (4–3)
| Resultado  | No. | Data                   | Torneio                  | Superfície | Parceira              | Adversárias                       | Placar        |
| ---------- | --- | ---------------------- | ------------------------ | ---------- | --------------------- | --------------------------------- | ------------- |
| Finalistas | 1.  | 31 de outubro de 1988  | Guarujá, Brasil          | Saibro     | Luciana Della Casa    | Carin Bakkum Simone Schilder      | 6–0, 3–6, 4–6 |
| Vencedoras | 1.  | 11 de setembro de 1989 | Pamplona, Espanha        | Dura       | Ana Segura            | Eva Bes Virginia Ruano Pascual    | 6–3, 6–0      |
| Vencedoras | 2.  | 12 de novembro de 1990 | Porto Alegre, Brasil     | Saibro     | Luciana Tella         | Anne Grousbeck Lihini Weerasuriya | 6–1, 6–1      |
| Vencedoras | 3.  | 25 de novembro de 1990 | Florianópolis, Brasil    | Saibro     | Christina Rozwadowski | Tatiana Buss Alessandra Kaul      | 6–0, 6–1      |
| Finalistas | 2.  | 13 de abril de 1992    | Cidade do México, México | Dura       | Isabela Petrov        | Lucila Becerra Xóchitl Escobedo   | 3–6, 2–6      |
| Vencedoras | 4.  | 23 de agosto de 1992   | Cuernavaca, México       | Dura       | Isabela Petrov        | Estelle Gevers Liezel Huber       | 7–5, 5–7, 6–2 |
| Finalistas | 3.  | 15 de novembro de 1993 | La Plata, Argentina      | Saibro     | Larissa Schaerer      | Laura Montalvo Mercedes Paz       | 1–6, 4–6      |

## Jogos Pan-Americanos

### Simples: 1 medalha (1 bronze)
| Posição | Ano  | Local  | Oponente      | Placar |
| ------- | ---- | ------ | ------------- | ------ |
| Bronze  | 1991 | Havana | Andrea Vieira | —1     |

↑1  Não houve disputa, tanto Claudia quanto Andrea receberam a medalha de bronze.

### Duplas Femininas: 1 medalha (1 prata)
| Posição | Ano  | Local  | Parceira      | Oponente                | Placar             |
| ------- | ---- | ------ | ------------- | ----------------------- | ------------------ |
| Prata   | 1991 | Havana | Andrea Vieira | Donna Faber Pam Shriver | 6–7(4–7), 6–3, 4–6 |

### Duplas Mistas: 1 medalha (1 prata)
| Posição | Ano  | Local  | Parceiro         | Oponente                   | Placar        |
| ------- | ---- | ------ | ---------------- | -------------------------- | ------------- |
| Prata   | 1991 | Havana | William Kyriakos | David DiLuciar Pam Shriver | 3–6, 6–4, 0–6 |